# Lista över internationella ishockeyturneringar där NHL-spelare kunnat delta
Det här är en lista över internationella ishockeyturneringar där NHL-spelare har kunnat delta.

## Summit Series
| År   | Vinnare | Tvåa          |
| ---- | ------- | ------------- |
| 1972 | Kanada  | Sovjetunionen |

Notera att Kanadas lag i Summit Series 1974 bara innehöll WHA-spelare och inga NHL-spelare. De flesta hade dock spelat i NHL, och det var bara en av dem som aldrig spelade i NHL.

## Canada Cup
| År   | Vinnare       | Tvåa            |
| ---- | ------------- | --------------- |
| 1976 | Kanada        | Tjeckoslovakien |
| 1981 | Sovjetunionen | Kanada          |
| 1984 | Kanada        | Sverige         |
| 1987 | Kanada        | Sovjetunionen   |
| 1991 | Kanada        | USA             |

## Challenge Cup 1979
| År   | Vinnare       | Förlorare     |
| ---- | ------------- | ------------- |
| 1979 | Sovjetunionen | NHL All-stars |

## Rendez Vous 1987
1987 spelades två matcher mellan Sovjetunionens landslag och NHL All Stars i Québec, Kanada, istället för den årliga NHL All Star-matchen. Dessa matcher anses inte ha någon klar vinnare av kanadensarna, trots att Sovjetunionen sammanlagt gjorde ett mål mera.
| Match  | Datum             | Vinnare       | Förlorare     | Resultat |
| ------ | ----------------- | ------------- | ------------- | -------- |
| Första | 11 februari, 1987 | NHL All-stars | Sovjetunionen | 4-3      |
| Andra  | 13 februari, 1987 | Sovjetunionen | NHL All-stars | 5-3      |

## World Cup
1996 ersattes Canada Cup av World Cup.
| År   | Vinnare | Tvåa    |
| ---- | ------- | ------- |
| 1996 | USA     | Kanada  |
| 2004 | Kanada  | Finland |

## Olympiska spelen
1998, 2002, 2006, 2010 och 2014 gjordes uppehåll i NHL för att spelarna skulle kunna delta i olympiska vinterspelen.
| År   | Guld     | Silver   | Brons    |
| ---- | -------- | -------- | -------- |
| 1998 | Tjeckien | Ryssland | Finland  |
| 2002 | Kanada   | USA      | Ryssland |
| 2006 | Sverige  | Finland  | Tjeckien |

## Världsmästerskap
Sedan 1976 har det inte funnits någon gräns för hur många NHL-spelare ett land får sända till världsmästerskap, men turneringen spelas oftast samtidigt som NHL-slutspelet, och därmed blir spelare från lag som gått vidare inte tillgängliga. På grund av NHL-lockouten säsongen 2004/2005 kunde alla NHL-spelare som blev uttagna spela 2005 års turnering i Wien i Österrike. Det var dock många som avstod, då de inte hade spelat på hela säsongen och inte ansåg sig vara i form. Om inte NHL-konflikterna säsongen 1994/1995 respektive 2012/2013 tagit slut hade alla NHL-spelare som blivit uttagna kunnat göra samma sak vid 1995 års turnering i Sverige och 2013 års turnering i Finland och Sverige. Men NHL kom igång, om än med försenad säsong, och turneringen blev istället den proffsfattigaste sedan 1975.
| År   | Guld     | Silver | Brons    |
| ---- | -------- | ------ | -------- |
| 2005 | Tjeckien | Kanada | Ryssland |